# Sensybilizacja (fotografia)
Sensybilizacja – zmiana wrażliwości reagentów na pewien rodzaj bodźca poprzez niewielki dodatek innej substancji (tzw. sensybilizatora, uczulacza). Sensybilizator ma zdolność absorbowania energii, którą następnie przez różne mechanizmy (np. wymianę elektronu) przekazuje reagentom. Zastosowanie sensybilizatora w reakcjach fotochemicznych często może zmienić skład produktów takich reakcji.
Najczęściej stosuje się sensybilizatory optyczne (odpowiednie barwniki, np. cyjaniny), powodujące zmianę barwoczułości warstw światłoczułych w materiałach fotograficznych, sensybilizatory chemiczne, wywołujące wzrost światłoczułości (przez dodatek odpowiednich związków siarki i złota).